# Convoi no 8 du 20 juillet 1942
Le convoi no 8 du 20 juillet 1942, surnommé Convoi 8, est le huitième convoi de déportation de Juifs de France. Il est parti d'Angers pour le camp d'extermination d'Auschwitz.

## Les déportés
On trouve dans ce convoi le rabbin Henri Levy (59 ans) qui fut l'un des premiers rabbins de France à être déporté (il sera assassiné par les Nazis), Henri Borlant (15 ans) qui s'évade d'Ohrdruf avant l'arrivée des Américains, le médecin Ephraïm Moscovici (33 ans), père de Jean-Claude Moscovici, auteur de Voyage à Pitchipoï et les deux oncles de ce dernier, Léon Moscovici (32 ans) et Lazare Moscovici (28 ans), Felli Bergoffen (49 ans) ((née à Auschwitz...) et Jakob Bergoffen (50 ans), les parents de Léo Bergoffen (19 ans), déporté dans le convoi No. 27, survivant d'Auschwitz, qui épouse en 1946 Odette Blanchet, résistante et Juste parmi les nations pour avoir sauvé Jean-Claude Moscovici, sa sœur Liliane Moscovici et leur mère Louise Moscovici, Léon Skorka (14 ans), frère de la résistante Régine Skorka-Jacubert (24 ans) et du résistant Jérôme Skorka (20 ans), déportés par le Convoi No. 77, témoins au Procès Barbie, et dont les parents, Jacob Skorka (53 ans) et Slatka Skorka (50 ans) sont déportés dans le Convoi No. 31, Caleve Perahia (41), dont le beau-pére, Salomon Passy (65 ans), est déporté dans le Convoi No. 77 et dont l'épouse Jeanne Perahia (35 ans) et le fils Victor Perahia (11 ans) (survivant et témoin), sont déportés dans le Convoi No. 80, 2 membres de la famille d'Henri Zajdenwergier (16 ans), le dernier survivant et témoin du convoi No. 73: Mordka Zajdenwerger (40 ans) et Simone Zajdenwerger (26 ans) (6 autres membres sont déportés par le Convoi No. 40: Sara Zajdenwerger (21 ans), Sonia Zajdenwerger (née Zylberberg) (64 ans), Szlama Zajdenwerger (43 ans), Claire Zajdenwerger (née Hoffnung) (31 ans), David Zajdenwerger (4 ans), Sala Zajdenwerger (3 ans)). 
Dans le convoi n° 8 du 20 juillet 1942 se trouvait également la famille Hanen qui habitait Larmor-Plage, dans le Morbihan. Il s'agissait d'Esther Hanen (43 ans) et de ses deux filles Laura Hanen (20 ans) et Frida Hanen (17 ans). Le père, Jacob Hanen fut arrêté le 5 novembre 1942 et déporté vers Auschwitz le 11 novembre dans les wagons du convoi N° 45.
Probablement dénoncé, Georges Salomon Bloch, 19 ans, étudiant agronome, caché dans la ferme de la famille Tivoli à Soulaire et Bourg , décédé à Auschwitz fin août 1942.

## Survivants
En 1945, il restait seulement 14 survivants sur les 827 déportés.

Stolpersteines posées en hommages aux victimes du convoi devant leurs anciens domiciles.
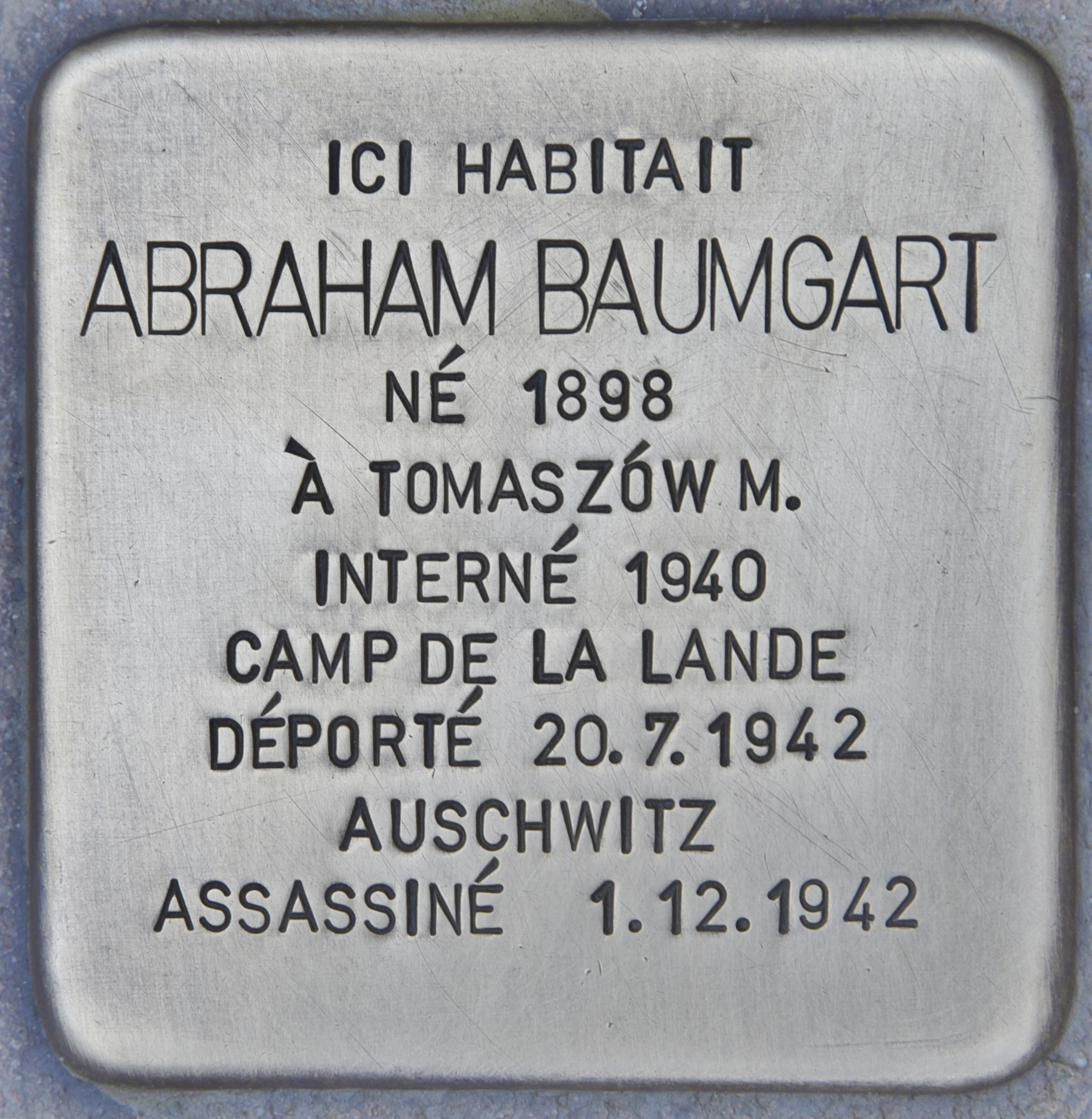
Stolpersteine en hommage à Abraham Baumgart (1898-1942), située 4 place Saint-Pierre à Bordeaux.
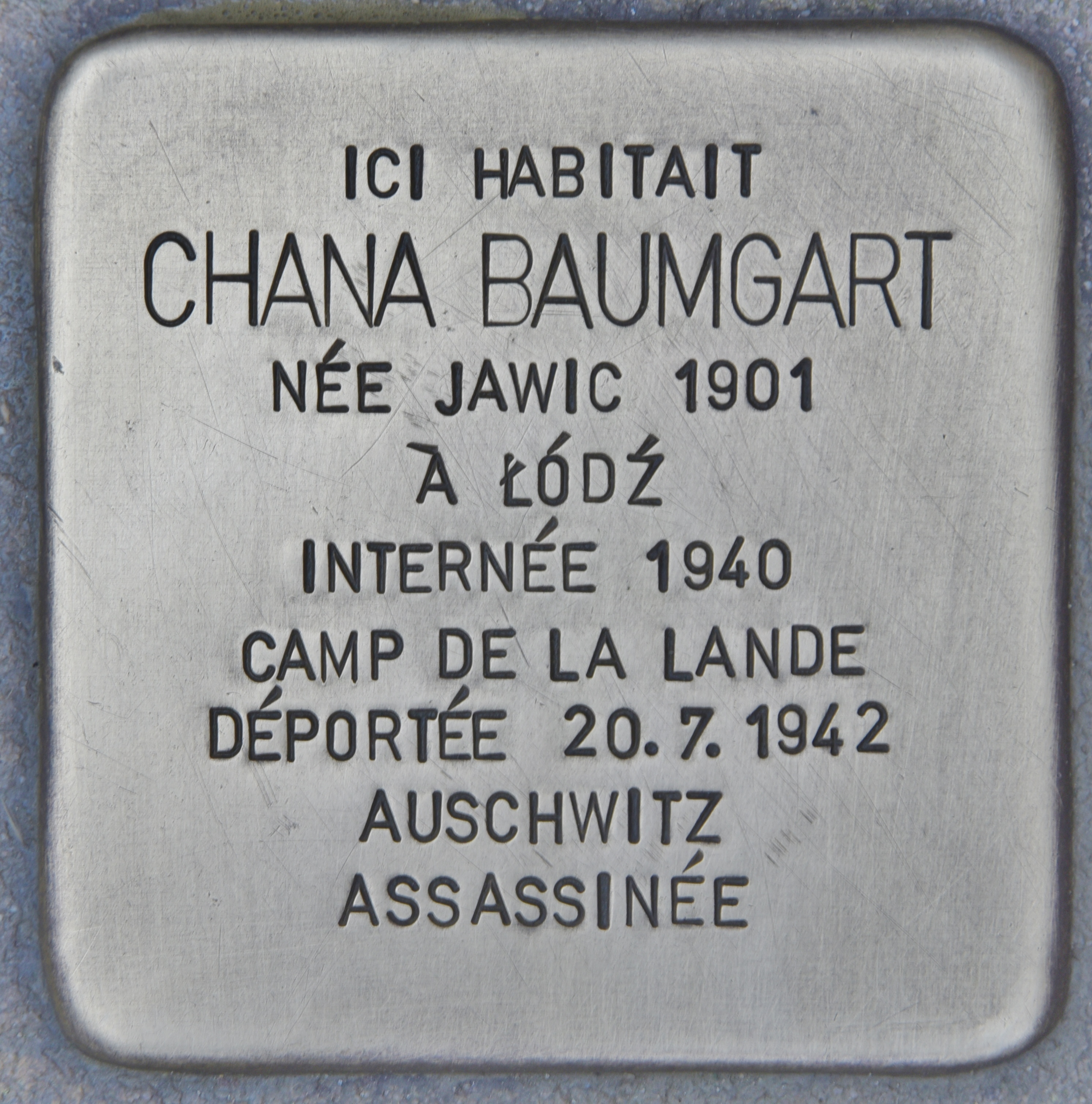
Stolpersteine en hommage à Chana Baumgart (1901-1942), située 4 place Saint-Pierre à Bordeaux.